# 南緯52度線
南緯52度線（なんい52どせん）は、地球の赤道面より南に地理緯度にして52度の角度を成す緯線。南緯52度線はその大部分が公海上を走っており、大西洋、インド洋、太平洋、チリ、アルゼンチン、フォークランド諸島を通過する。
この緯線は、チリとアルゼンチンの国境を定義付ける線の一部となっている。
この緯度の下では、夏至点時は16時間44分で、冬至点時の可照時間は7時間44分である。

## 通過する地域一覧
南緯52度線は、本初子午線から東に向かって以下の場所を通っている。
| 地理座標                                              | 国土・領土・領海          | 備考                                                         |
| ----------------------------------------------------- | ------------------------- | ------------------------------------------------------------ |
| 南緯52度0分 東経0度0分 / 南緯52.000度 東経0.000度     | 大西洋                    |                                                              |
| 南緯52度0分 東経20度0分 / 南緯52.000度 東経20.000度   | インド洋                  |                                                              |
| 南緯52度0分 東経147度0分 / 南緯52.000度 東経147.000度 | 太平洋                    |                                                              |
| 南緯52度0分 西経75度4分 / 南緯52.000度 西経75.067度   | チリ                      | パタゴニア群島及び本土                                       |
| 南緯52度0分 西経71度55分 / 南緯52.000度 西経71.917度  | アルゼンチンと チリの国境 |                                                              |
| 南緯52度0分 西経70度0分 / 南緯52.000度 西経70.000度   | アルゼンチン              |                                                              |
| 南緯52度0分 西経68度42分 / 南緯52.000度 西経68.700度  | 大西洋                    |                                                              |
| 南緯52度0分 西経60度57分 / 南緯52.000度 西経60.950度  | フォークランド諸島        | ダイク島 西フォークランド島〔 アルゼンチンが領有権主張〕     |
| 南緯52度0分 西経59度57分 / 南緯52.000度 西経59.950度  | フォークランド海峡        |                                                              |
| 南緯52度0分 西経59度35分 / 南緯52.000度 西経59.583度  | フォークランド諸島        | 東フォークランド島 ライブリー島〔 アルゼンチンが領有権主張〕 |
| 南緯52度0分 西経58度21分 / 南緯52.000度 西経58.350度  | 大西洋                    |                                                              |